# 마쓰다이라 요리토시 (1834년)

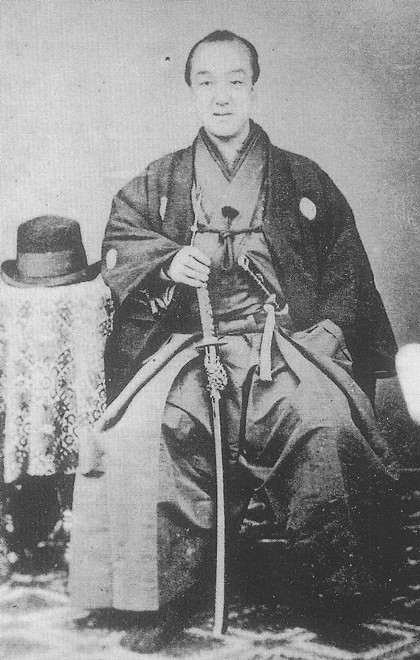
마쓰다이라 요리토시 백작

마쓰다이라 요리토시(일본어: 松平頼聰, 1834년 9월 6일 ~ 1903년 10월 17일)는 사누키 다카마쓰번 제11대 번주를 지냈다. 다카마쓰 번 제9대 번주 마쓰다이라 요리히로의 4남으로 태어났다. 부인은 지요코로서 후의 이이 나오스케의 사위가 된다. 도쿠가와 요시노부와는 사촌간이다.
막말부터 메이지 유신이라는 격동의 시대 변화에 휘둘리면서도 번과 가문을 지키기 위해 다양한 결단을 내렸다. 도바·후시미 전투에서 구막부군에 가담하였으나 번 내 강경파를 억누르고, 항복의 뜻을 보여 책임자 2명을 할복시키고 그 목을 바치며, 자신도 근신에 들어가 후에 용서받고 전투 당시 박탈당한 관위도 복권되었다.
|  | 제1대 마쓰다이라 백작가 당주 (다카마쓰번) 1884년 ~ 1903년 | 후임 마쓰다이라 요리나가 |

| 전임 마쓰다이라 요리타네 | 제11대 다카마쓰 마쓰다이라가 당주 (미토 도쿠가와 분가) 1861년 ~ 1903년 | 후임 마쓰다이라 요리나가 |

| 전임 마쓰다이라 요리타네 | 제11대 다카마쓰번 번주 (다카마쓰 마쓰다이라가) 1861년 ~ 1871년 | 후임 폐번치현 |